# Edmund Schüler
Edmund Schüler (* 1. Februar 1873 in Spandau; † 20. Oktober 1952 in Berlin) war ein deutscher Jurist, Diplomat, höherer Beamter des Auswärtigen Amtes des Deutschen Kaiserreiches und Reformer des Auswärtigen Amtes in der Weimarer Republik.

## Werdegang
Er erwarb auf dem Joachimsthalschen Gymnasium das Abitur, studierte Rechtswissenschaft und trat 1894 in den preußischen Justizdienst ein.
- Am 17. Dezember 1900 in den konsularischen Dienst des Deutschen Reichs und wurde 1902 Vizekonsul in Konstantinopel.
- 1904 war er Wirklicher Rat und Berichterstatter Addis Abeba[1]
- 1905 wurde er am Konsulat in Charkow beschäftigt.
- 1906 wurde er ständiger Hilfsarbeiter in Berlin[2]
- 1912 wurde er zum Direktor des Konsularreferates ernannt.
- 1916 wurde er zum Geheimen Legationsrat ernannt.

## Kurator
Schüler war ein kunstsinniger Mann und hatte schon vor dem Ersten Weltkrieg als Ministerialdirektor im AA dafür gesorgt, dass Peter Behrens den Auftrag für den Bau der Deutschen Botschaft (Sankt Petersburg) erhielt.
In der Weimarer Republik wirkte er darauf hin, dass wiederum Peter Behrens mit Bruno Paul mit der Neueinrichtung des Auswärtigen Amtes beauftragt wurde. Er konnte die Entwürfe wegen fehlenden Budgets nicht umsetzen. Es gelang ihm mit sicherem Geschmack, unter Verwendung des Mobiliars aus preußischem Schloßbesitz in Berlin und Brühl dem Auswärtigen Amt einen geschlossenen Stil zu geben.

## Leitung des Auswärtigen Amtes 1885 bis 1918
Restauriert durch den Wiener Kongress war die Beamtenlaufbahn des diplomatischen Dienstes ein Privileg des erlauchten Adels, während eine Beamtenkarriere im konsularischen Dienst für den Stand des Bürgertums verblieb.
Die ständische Gesellschaft reafirmierte sich in den Aufgabenverteilungsplänen des Auswärtigen Amtes.
Schüler war bei Ausrufung der Republik des Deutschen Reichs für das Personalmanagement des konsularischen Dienstes zuständig.
1919 umfasste das Amt fünf Abteilungen für Politik (I), Personal (IB), Handel (II), Recht (III) und Presse (IV), denen jeweils ein Direktor und ein Dirigent (bei Abt. Politik nur ein Dirigent) vorstand.
- IA Politische Abteilung: höhere Politik und den Personalien der im diplomatischen Dienst der im diplomatischen Dienst des Reiches stehenden Beamten Leitung Staatssekretär
- Abteilung IB: nichtpolitische Angelegenheiten, z. B. Außenhandel, Konsularwesen. Zentralabteilung 1879 Leitung Direktor Dirigent Karl Weller, Karl Ludwig Weller (1859–1925), WGLR Dirigent der Personalabteilung (IB) bis Ende 1918.
- II Handel und Verkehr Abteilung bis 1885 war die Abteilung II für Handels- und Rechtsfragen zuständig. Maximilian von Berchem
- III Rechtsabteilung: Leitung: 1885–1902: Otto Hellwig, 1911 Johannes Kriege
- IV Dezernat für die deutschen überseeischen Interessen in der Politischen Abteilung, ab 1890 Kolonialabteilung, ab 1907 Reichskolonialamt.

## Schülersche Reform des Auswärtigen Amtes
Ab 1911 wurde auf Schülers Initiative der Nachwuchs für das Auswärtige Amtes auf Exkursionen zur Industriebetrieben mit wirtschaftlichen Fragen konfrontiert.
1918 nach dem Zusammenbruch des Kaiserreiches war Schüler Direktor der Personalabteilung des AA.
Seine Reform bestand aus:
1. Vereinigung von diplomatischer und konsularischer Laufbahn.
2. Einführung eines Regionalsystems im Geschäftsverteilungsplan der Zentrale in Berlin; eines Rayonsystems, das Staaten nach Sprache und Ähnlichkeit der Verhältnisse gruppierte.
3. Gründung einer mit dem Amt verbundenen, aber weitgehend selbstständigen Außenhandelsstelle.
4. Öffnung des Auswärtigen Dienstes für Vertreter des Handels und der Wirtschaft sowie der Politik und Wirtschaft,

- Im Dezember 1918 wurde der erste Schritt zur Reform des Auswärtigen Dienstes mit dem Zusammenlegen der konsularischen und diplomatischen Laufbahnverordnung gemacht.
- Anfang 1920 wurden die nach dem Realsystem gegliederten Abteilungen aufgelöst und Abteilungen nach Regionen geschaffen.

Die bisherigen Sachabteilungen gingen in sechs Länderabteilungen auf.

## Leitung des Auswärtigen Amtes 1918 bis 1921
- Abteilung I, Personal und Verwaltung: Edmund Schüler
- Abteilung II, Westeuropa: Ernst von Simson
- Abteilung III Südosteuropa: 1920–1922: Karl von Stockhammern (1869–1928)
- Abteilung IV Nordosteuropa: Adolf Georg von Maltzan
- Abteilung V England und seine Dominions; Edmund Rhomberg, WLR v. Schubert
- Abteilung VI Amerika, Spanien und Portugal: nach einem kurzen Zwischenspiel von Georg Graf Wedel: Adolf Pauli, Geh. Leg.-Rat Grunewald
- Abteilung VII, Ostasien: Hubert Knipping
- Abteilung VIII, Recht: Walter Simons ab 1. Januar 1922 Abt. V: Friedrich Gaus
- Abteilung IX; Deutschtum im Ausland: Hans Ludwig Moraht.
- Abteilung X Außenhandel[6]

## Kritik und Scheitern der Schülerschen Reform
Unter den Außenministern Ulrich von Brockdorff-Rantzau, Hermann Müller und Adolf Köster wurden die Reformen umgesetzt.
Nicht zuletzt von Seiten der um ihre Privilegien gebrachten Adligen des diplomatischen Dienstes wurde polemisiert, die Reform habe „alle möglichen alten ausgedienten Pferde aus dem Konsularstall“ geholt, um sie in die „diplomatische Rennbahn“ zu schicken.
Nachdem er seinen Rückhalt bei Außenminister Walter Simons verloren hatte, resignierte Schüler.
- 1921 wurde er in den einstweiligen und 1933 in den endültigen Ruhestand versetzt.
- In der Folge war er als freiberuflicher Architekt und Landwirt tätig.
- Sein Nachlass wird im Politischen Archiv des Auswärtigen Amts Berlin verwahrt.[7]
- 1922 waren die alten Diplomaten des kaiserlichen Auswärtigen Amtes wieder Herren der Wilhelmstraße.[8]

## Leitung des Auswärtigen Amtes vom Ende 1921 bis 1936
- Abteilung I, Personalien und Verwaltung
- Abteilung II, Westeuropa, Südosteuropa: Gerhard Köpke
- Abteilung III, England, Amerika, Orient 1920–1922: Karl Edler v. Stockhammern (1869–1928),[9]
- Abteilung IV, Osteuropa Skandinavien, Ostasien; Die Abteilung IV wurde geleitet von den Ministerialdirektoren Erich Wallroth Januar 1923 bis 1928; Herbert von Dirksen bis Ende 1928; Oscar Trautmann bis 1931 und Richard Meyer.
- Abteilung V, Rechtsabteilung: Friedrich Gaus
- Abteilung VI, Deutschtum im Ausland und Kultur
- Sonderreferat Deutschland Verbindungsstelle des Auswärtigen Amtes zu Reichstag und Reichsrat im Januar 1931 aufgelöst Clemens von Brentano
- Referat Völkerbund
- Protokoll
- Sonderreferat E Etikette. Dieses neue Sonderreferat E war zuständig für Fragen des Zeremoniells, des Ranges und der Etikette.
- Konstantin von Neurath Bernhard Wilhelm von Bülow’sche Reorganisation des Reichsaußenministeriums im Mai 1936

## Beteiligung an Publikationen
- Der Werdegang des höchsten Hauses der Gegenwart „Empire State-Building“ in New York, Berlin : W. & S. Löwenthal, [1931] Deutsch Umarbeitung Dr. Ing. E. h. Edmujnd Schüler, W. &I Loewenthal, Abt Baugilde Einzelveröffentlichung
- Karl Maertin, des Steinmetzen, Hymnen Maertin, Karl. – München : Georg Müller, 1928
- Ursprung des Weltkrieges, Fay, Sidney Bradshaw. – Berlin : A. Scherl